# Sanatana Goswami
Sanatana Goswami (Sanskrit सनातन गोस्वामी, IAST Sanātana Gosvāmī; bengalisch সনাতন গোস্বামী; 1488–1558) war ein Hauptanhänger von Chaitanya Mahaprabhu. Sanatana verfasste eine Reihe wichtiger Werke in der Bhakti-Tradition des Gaudiya Vaishnavism und war der ranghöchste der einflussreichen Sechs Goswamis von Vrindavan, zu denen auch sein Bruder Rupa Goswami gehörte.

## Genealogie
Seine familiäre Abstammung lässt sich auf den indischen Bundesstaat Karnataka und Naihati im Distrikt North 24 Parganas im heutigen Westbengalen, Indien, zurückverfolgen, die früheren Generationen nach Bhakti-ratnakara:
Seine Vorfahren über sechs Generationen sind:
- Sarvajna Jagatguru, Brahmane, Gelehrter in allen Veden, König von Karnataka in Südindien
- Aniruddha, Sarvajnas Sohn, ein versierter Gelehrter der Veden
- Rupesvara, Aniruddhas Sohn, Gelehrter der Schriften
Er verließ seine Heimat und ließ sich mit seiner Frau in Paulastha-desa nieder.
- Padmanabha, Rupesvaras Sohn, ließ sich am Ufer des Ganges im Dorf Navahatta (heute Naihati, Westbengalen, Indien) nieder, wo er achtzehn Töchter und fünf Söhne hatte.
- Mukunda, Padmanabhas jüngster Sohn,
- Kumara, Mukundas Sohn, ein großer Brahmane, der sich im Dorf Bakla Chandradvipa in Ostbengalen (heute Bangladesch) niederließ

Unter Kumaras vielen Söhnen waren Sanatana (der Älteste), Rupa (der Mittlere) und Vallabha (der Jüngste) das Leben der Vaishnava-Gemeinschaft und große Verehrer, alle drei wurden für ihr akademisches Genie und ihre Hingabe bekannt und ließen sich schließlich im Dorf Ramakeli in Gauda (heute Maldah, Westbengalen) nieder. Die Brüder waren stark inspiriert von Chaitanya Mahaprabhu, der zu dieser Zeit in Nadia (ein Distrikt des heutigen Westbengalen, Indien) lebte. Sanatana und Rupa traten schließlich von ihren ministeriellen (königlichen) Ämtern zurück und zogen sich zurück, um Chaitanya in seiner Mission zu helfen, und zogen schließlich nach Vrindavana um.
Alternativ wird gesagt, dass seine Vorfahren von Karnataka nach Gauda ausgewandert sind und seit Generationen im Dorf Ramkeli in der Nähe von Gauda gelebt haben.